# Даниел Термонт
Даниел Термонт (на нидерландски: Daniël Termont) е фламандски политик от Социалистическа партия - различни.

## Биография
Той е роден на 19 май 1953 година в Гент в семейството на собственик на магазин. Завършва счетоводство, след което работи в спомагателна каса на социалистическите профсъюзи. От 1976 година е общински съветник в Гент, като през 1995 – 2006 година отговаря за пристанището. От 2006 година е кмет на града.